# Persone di nome Antonio/Cardinali
| Questa pagina contiene informazioni ricavate automaticamente dalle voci biografiche con l'ausilio del template Bio e di un bot. L'aggiornamento è periodico e automatico e ricostruisce completamente la pagina. Se manca una persona in questa lista, sei pregato di non aggiungerla, ma accertati piuttosto che la sua voce biografica contenga il template Bio e che i dati anagrafici siano correttamente compilati. Se il template Bio manca, inseriscilo tu stesso o, in alternativa, metti l'avviso {{tmp\|Bio}} che ne segnala la mancanza. Se i dati riportati sono sbagliati, correggi direttamente la voce biografica; le modifiche saranno visibili in questa lista entro pochi giorni. Per chiarimenti vedi il progetto antroponimi. La lista contiene solo le 74 persone che sono citate nell'enciclopedia e per le quali è stato implementato correttamente il template Bio. Pagina aggiornata al 16 ott 2024. |

Questa è una lista di persone presenti nell'enciclopedia che hanno il nome Antonio e sono cardinali.

## A(4)
- Antonio Agliardi, cardinale e arcivescovo cattolico italiano (Cologno al Serio, n. 1832 - Roma, † 1915)
- Antonio Benedetto Antonucci, cardinale e arcivescovo cattolico italiano (Subiaco, n. 1798 - Ancona, † 1879)
- Antonio Arcioni, cardinale e vescovo cattolico italiano (Roma - Roma, † 1405)
- Antonio Maria Cagiano de Azevedo, cardinale e vescovo cattolico italiano (Santopadre, n. 1797 - Roma, † 1867)

## B(6)
- Antonio Bacci, cardinale, arcivescovo cattolico e latinista italiano (Giugnola, n. 1885 - Città del Vaticano, † 1971)
- Antonio Banchieri, cardinale italiano (Pistoia, n. 1667 - Roma, † 1733)
- Antonio Barberini, cardinale e vescovo cattolico italiano (Firenze, n. 1569 - Roma, † 1646)
- Antonio Barberini, cardinale italiano (Roma, n. 1607 - Nemi, † 1671)
- Antonio María Barbieri, cardinale e arcivescovo cattolico uruguaiano (Montevideo, n. 1892 - Montevideo, † 1979)
- Antonio Bichi, cardinale e vescovo cattolico italiano (Siena, n. 1614 - Osimo, † 1691)

## C(13)
- Antonio Caetani, cardinale italiano (Roma, n. 1566 - Roma, † 1624)
- Antonio Caetani, cardinale e patriarca cattolico italiano (Roma - Roma, † 1412)
- Antonio Caggiano, cardinale e arcivescovo cattolico argentino (Coronda, n. 1889 - Buenos Aires, † 1979)
- Antonio Calvi, cardinale e vescovo cattolico italiano (Roma, n. 1341 - Roma, † 1411)
- Antonio Cañizares Llovera, cardinale e arcivescovo cattolico spagnolo (Utiel, n. 1945)
- Antonio Carafa, cardinale e bibliotecario italiano (Napoli, n. 1538 - Roma, † 1591)
- Antonio Casali, cardinale italiano (Roma, n. 1715 - Roma, † 1787)
- Antonio María Cascajares y Azara, cardinale e arcivescovo cattolico spagnolo (Calanda, n. 1834 - Calahorra, † 1901)
- Antonio Casini, cardinale e vescovo cattolico italiano (Siena - Firenze, † 1439)
- Antonio Cerdá y Lloscos, cardinale e arcivescovo cattolico spagnolo (Santa Margalida, n. 1390 - Roma, † 1459)
- Antonio Maria Ciocchi del Monte, cardinale italiano (Monte San Savino, n. 1461 - Roma, † 1533)
- Antonio Branciforte Colonna, cardinale e arcivescovo cattolico italiano (Palermo, n. 1711 - Agrigento, † 1786)
- Antonio Correr, cardinale e vescovo cattolico italiano (Venezia, n. 1359 - Padova, † 1445)

## D(6)
- Antonio Saverio De Luca, cardinale e arcivescovo cattolico italiano (Bronte, n. 1805 - Roma, † 1883)
- Antonio Despuig y Dameto, cardinale spagnolo (Palma di Maiorca, n. 1745 - Lucca, † 1813)
- Antonio Maria Doria Pamphilj, cardinale italiano (Napoli, n. 1749 - Roma, † 1821)
- Antonio Dugnani, cardinale e arcivescovo cattolico italiano (Milano, n. 1748 - Roma, † 1818)
- Antonio de Aragón-Córdoba-Cardona y Fernández de Córdoba, cardinale spagnolo (Lucena, n. 1616 - Madrid, † 1650)
- Antonio di Challant, cardinale e abate italiano (Savoia - Bulle, † 1418)

## E(1)
- Antonio Maria Erba Odescalchi, cardinale italiano (Milano, n. 1712 - Roma, † 1762)

## F(2)
- Antonio Ferrero, cardinale e vescovo cattolico italiano (Savona, n. 1469 - Roma, † 1508)
- Antonio Maria Frosini, cardinale italiano (Modena, n. 1751 - Roma, † 1834)

## G(5)
- Antonio Andrea Galli, cardinale italiano (Bologna, n. 1697 - Roma, † 1767)
- Antonio Maria Gallo, cardinale e vescovo cattolico italiano (Osimo, n. 1553 - Roma, † 1620)
- Antonio Domenico Gamberini, cardinale e vescovo cattolico italiano (Imola, n. 1760 - Roma, † 1841)
- Antonio Saverio Gentili, cardinale italiano (Roma, n. 1681 - Roma, † 1753)
- Antonio José González Zumárraga, cardinale e arcivescovo cattolico ecuadoriano (Pujili, n. 1925 - Quito, † 2008)

## I(1)
- Antonio Innocenti, cardinale e arcivescovo cattolico italiano (Poppi, n. 1915 - Roma, † 2008)

## J(1)
- Antonio María Javierre Ortas, cardinale e arcivescovo cattolico spagnolo (Huesca, n. 1921 - Roma, † 2007)

## L(1)
- Antonio Lante Montefeltro della Rovere, cardinale italiano (Roma, n. 1737 - Roma, † 1817)

## M(1)
- Antonio Matteucci, cardinale italiano (Fermo, n. 1802 - Roma, † 1866)

## O(1)
- Antonio Francesco Orioli, cardinale e vescovo cattolico italiano (Bagnacavallo, n. 1778 - Roma, † 1852)

## P(8)
- Antonio Pallavicini Gentili, cardinale e vescovo cattolico italiano (Genova, n. 1441 - Roma, † 1507)
- Antonio Pallotta, cardinale italiano (Ferrara, n. 1770 - Montecassiano, † 1834)
- Antonio Panciera, cardinale e umanista italiano (Portogruaro - Roma, † 1431)
- Antonio Maria Panebianco, cardinale italiano (Gela, n. 1808 - Roma, † 1885)
- Antonio Pellegrini, cardinale italiano (Roma, n. 1812 - Roma, † 1887)
- Antonio Poma, cardinale e arcivescovo cattolico italiano (Villanterio, n. 1910 - Bologna, † 1985)
- Antonio Marino Priuli, cardinale e vescovo cattolico italiano (Venezia, n. 1700 - Treville, † 1772)
- Antonio Pucci, cardinale italiano (Firenze, n. 1484 - Bagnoregio, † 1544)

## Q(1)
- Antonio Quarracino, cardinale e arcivescovo cattolico italiano (Pollica, n. 1923 - Buenos Aires, † 1998)

## R(4)
- Antonio Riberi, cardinale e arcivescovo cattolico italiano (Monte Carlo, n. 1897 - Roma, † 1967)
- Antonio María Rouco Varela, cardinale e arcivescovo cattolico spagnolo (Vilalba, n. 1936)
- Antonio Maria Ruffo, cardinale italiano (Bagnara Calabra, n. 1687 - Bagnara Calabra, † 1753)
- Antonio Lamberto Rusconi, cardinale e vescovo cattolico italiano (Cento, n. 1743 - Imola, † 1825)

## S(7)
- Antonio Samorè, cardinale e arcivescovo cattolico italiano (Bardi, n. 1905 - Roma, † 1983)
- Antonio Sanseverino, cardinale e arcivescovo cattolico italiano (Napoli, n. 1477 - Roma, † 1543)
- Antonio Santacroce, cardinale e arcivescovo cattolico italiano (Roma, n. 1599 - Roma, † 1641)
- Antonio Francesco Sanvitale, cardinale e arcivescovo cattolico italiano (Parma, n. 1660 - Urbino, † 1714)
- Antonio Maria Sauli, cardinale e arcivescovo cattolico italiano (Genova, n. 1541 - Roma, † 1623)
- Antonio Sentmanat y Castellá, cardinale spagnolo (Barcellona, n. 1734 - Aranjuez, † 1806)
- Antonio Gabriele Severoli, cardinale e arcivescovo cattolico italiano (Faenza, n. 1757 - Roma, † 1824)

## T(3)
- Antonio Tosti, cardinale italiano (Roma, n. 1776 - Roma, † 1866)
- Antonio Trivulzio, cardinale e vescovo cattolico italiano (Milano, n. 1457 - Roma, † 1508)
- Antonio Trivulzio, cardinale e vescovo cattolico italiano (Milano, n. 1514 - Parigi, † 1559)

## V(6)
- Antonio Maria Vegliò, cardinale e arcivescovo cattolico italiano (Macerata Feltria, n. 1938)
- Antonio Ignacio Velasco García, cardinale e arcivescovo cattolico venezuelano (Acarigua, n. 1929 - Caracas, † 2003)
- Antonio Jacopo Venier, cardinale e vescovo cattolico italiano (Recanati, n. 1422 - Recanati, † 1479)
- Antonio Veranzio, cardinale e arcivescovo cattolico italiano (Sebenico, n. 1504 - Prešov, † 1573)
- Antonio Vico, cardinale e arcivescovo cattolico italiano (Agugliano, n. 1847 - Roma, † 1929)
- Antonio Eugenio Visconti, cardinale e arcivescovo cattolico italiano (Milano, n. 1713 - Roma, † 1788)

## Z(3)
- Antonio Zapata y Cisneros, cardinale spagnolo (Madrid, n. 1550 - Madrid, † 1635)
- Antonio Felice Zondadari, cardinale e arcivescovo cattolico italiano (Siena, n. 1740 - Siena, † 1823)
- Antonio Felice Zondadari senior, cardinale e arcivescovo cattolico italiano (Siena, n. 1665 - Siena, † 1737)